# 何剑平
何剑平（1963年5月5日—），中国女子手球运动员。她在1984年洛杉矶夏季奥林匹克运动会中，参加了女子手球比赛并获得铜牌。这是中国队在手球项目上的首枚奥运奖牌。